# Castillet

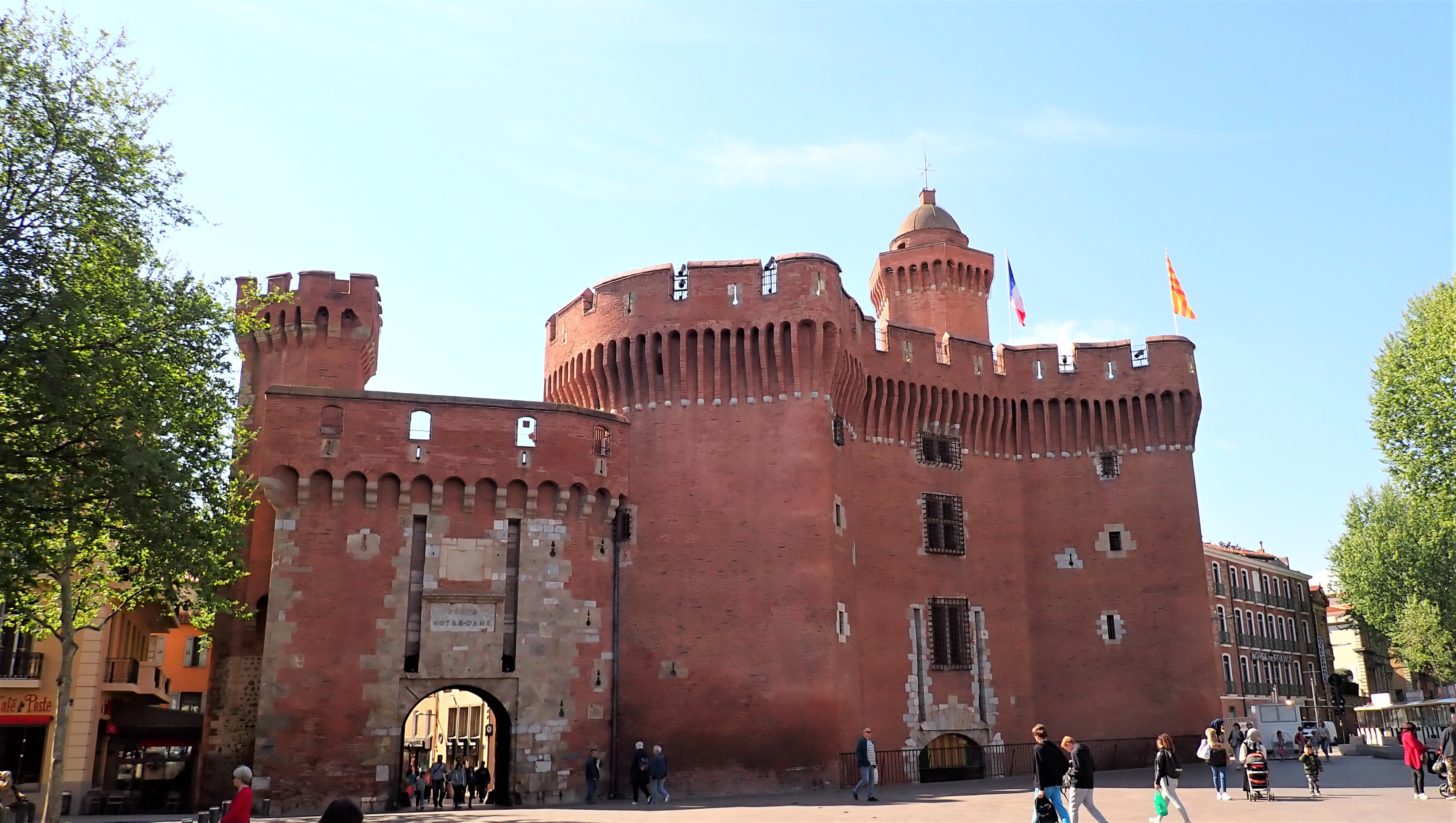
Castillet von Perpignan

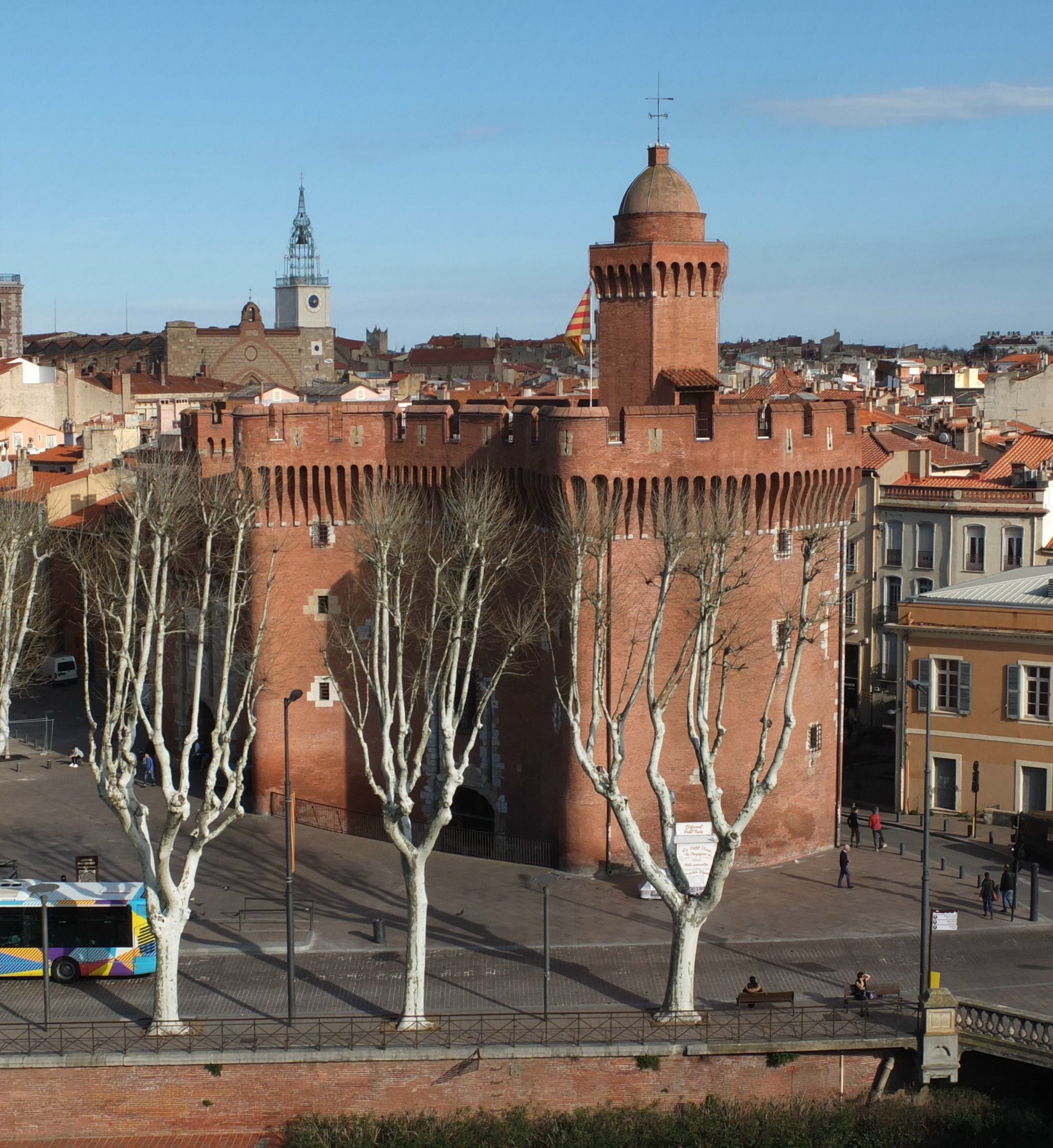
Das Castillet von Perpignan

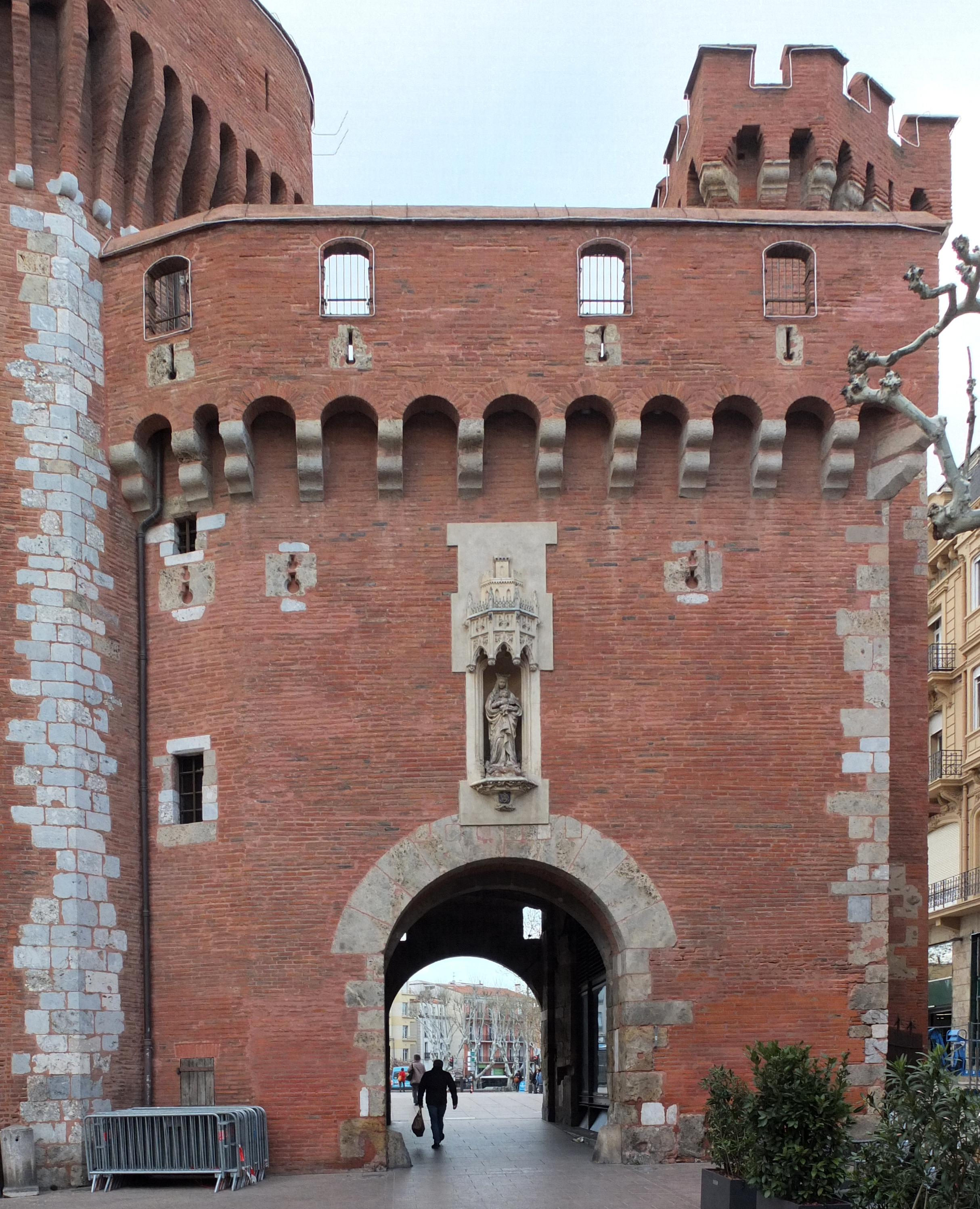
Die Porte Notre-Dame

Das Castillet ist Teil der Stadtbefestigung von Perpignan, der Hauptstadt des südfranzösischen Départements Pyrénées-Orientales.

## Geschichte
Die Festung Castillet mit dem nördlichen Stadttor, der „Porte Notre-Dame“, ist der verbleibende Teil der früheren Stadtbefestigung um Perpignan. Ab 1904 wurde die Stadtmauer weitgehend abgetragen, um für die bauliche Erweiterung der Stadt Raum zu schaffen. Das Castillet wurde um 1368 erbaut. Der dreistöckige Ziegelbau mit seinen Zinnen im maurischen Stil hatte die Funktion, die Nordseite der Stadtbefestigung zu sichern. In den Jahren 1481–1485 wurde unmittelbar angrenzend das nördliche Stadttor, die Porte Notre-Dame errichtet. Vom 17. bis zum 19. Jahrhundert diente das Castillet als Gefängnis.
Seit 1889 ist das Castillet als historisches Denkmal in der Base Mérimée, der Datenbank des französischen Kulturministeriums klassifiziert.

## Heutige Nutzung
Heute gilt das Castillet als Wahrzeichen von Perpignan. Seit 1963 beherbergt es das Museum Casa Peiral für katalanische Kunst und Tradition (Museu Català de les Arts i Tradicions Populars).

## Galerie

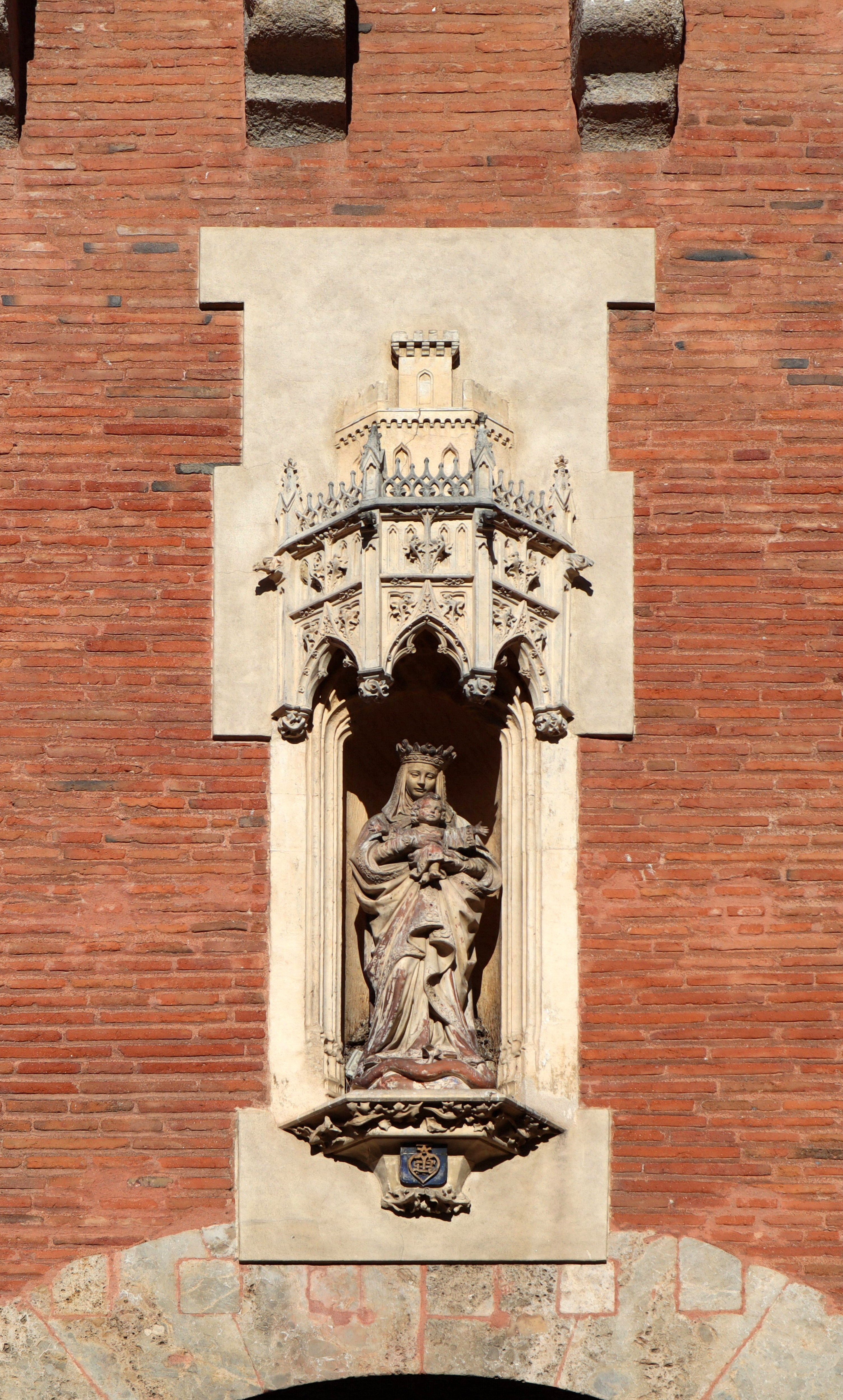
Skulptur der hl. Maria mit Kind über der Porte Notre-Dame
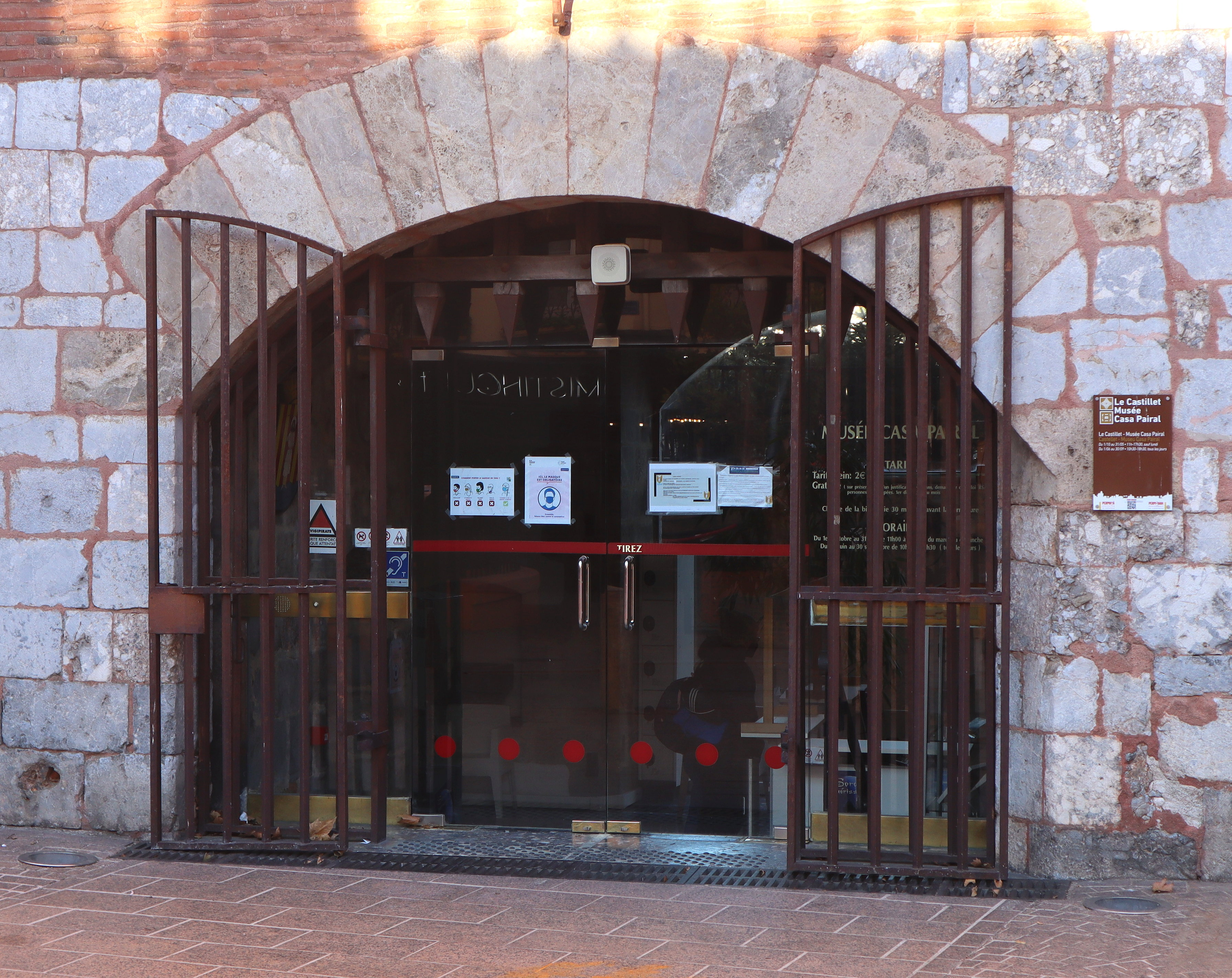
Eingang zum Museum Casa Peiral
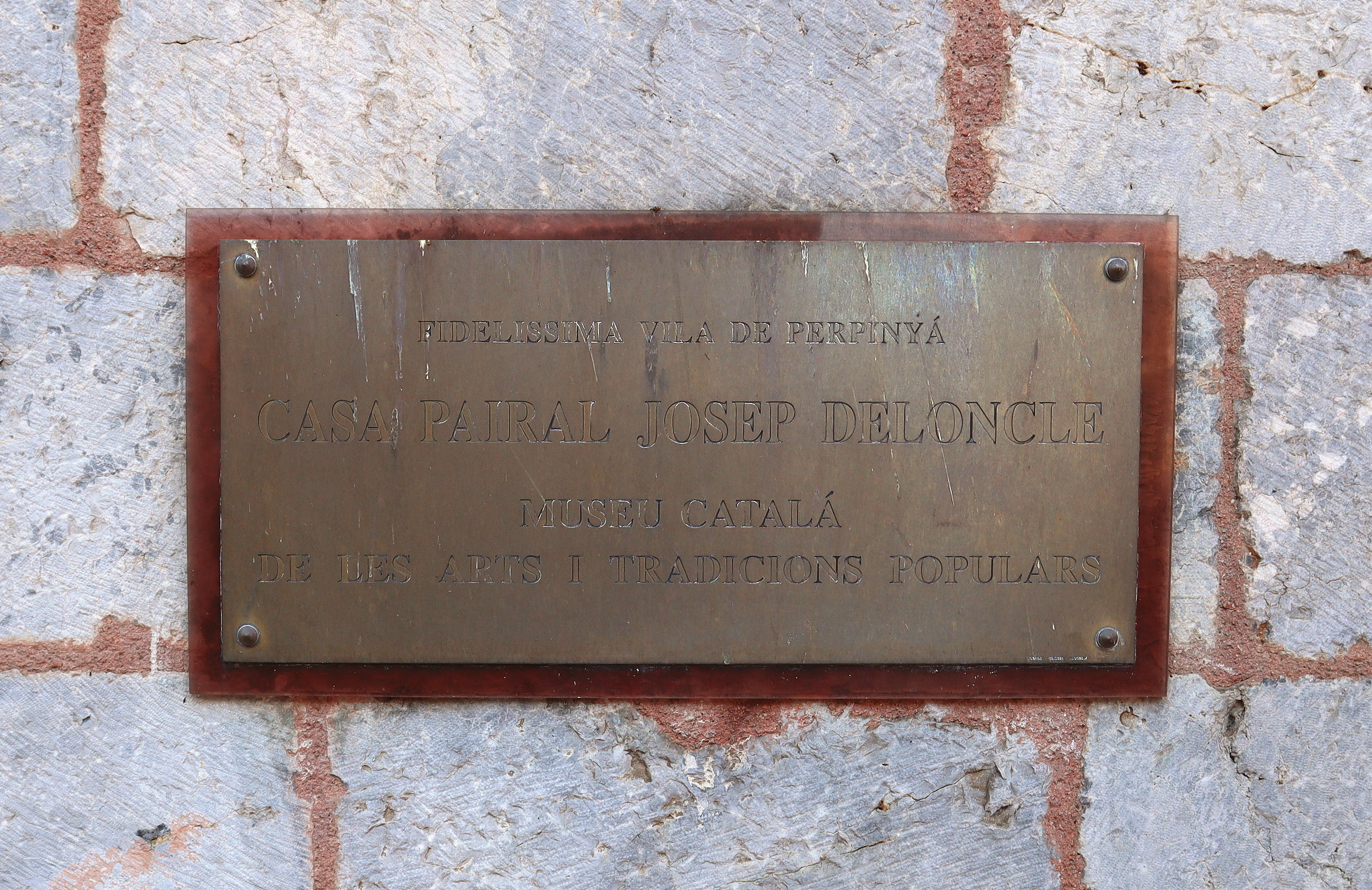
Bronzetafel Museum Casa Peiral
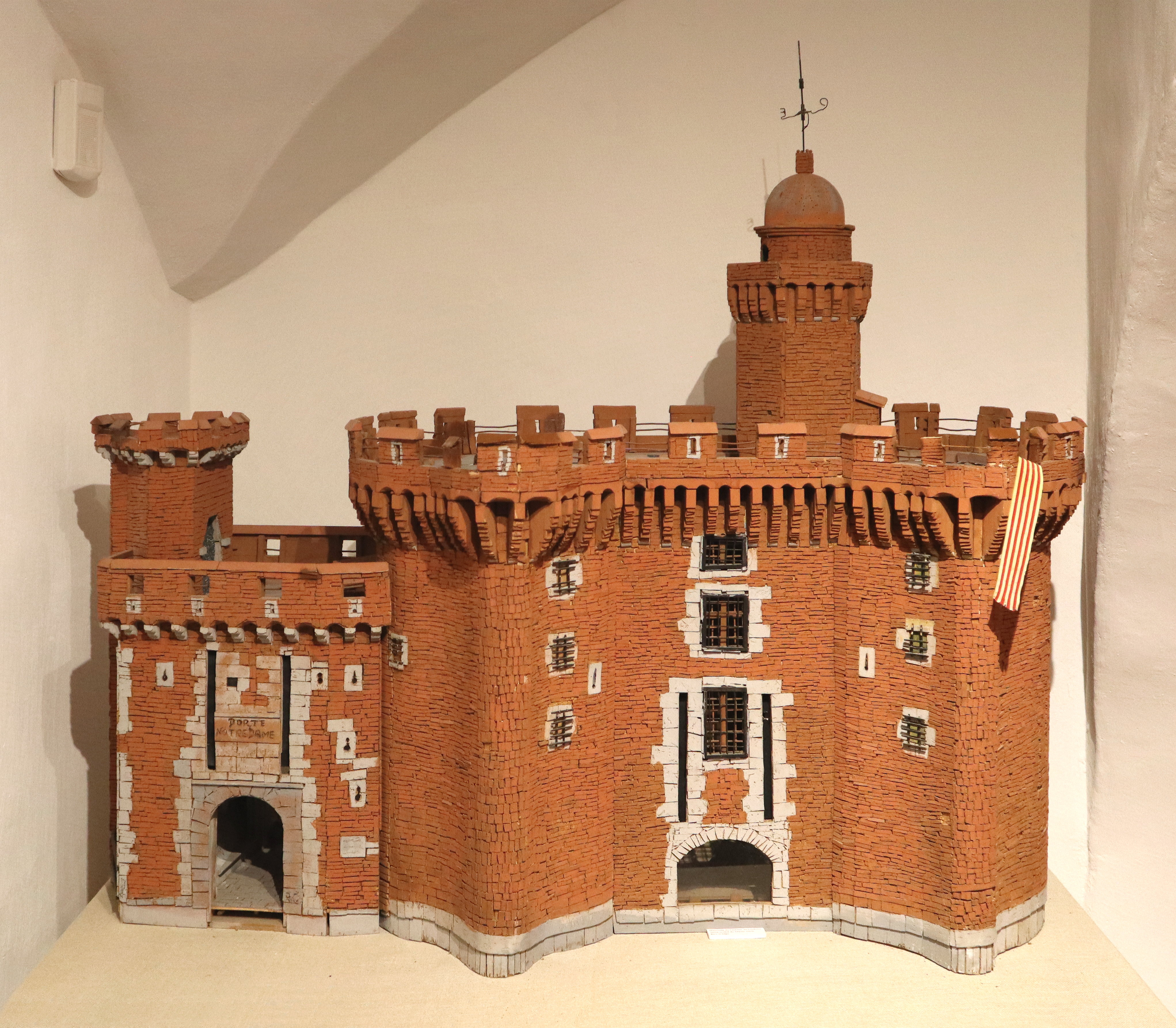
Model des Castillet im Museum Casa Peiral
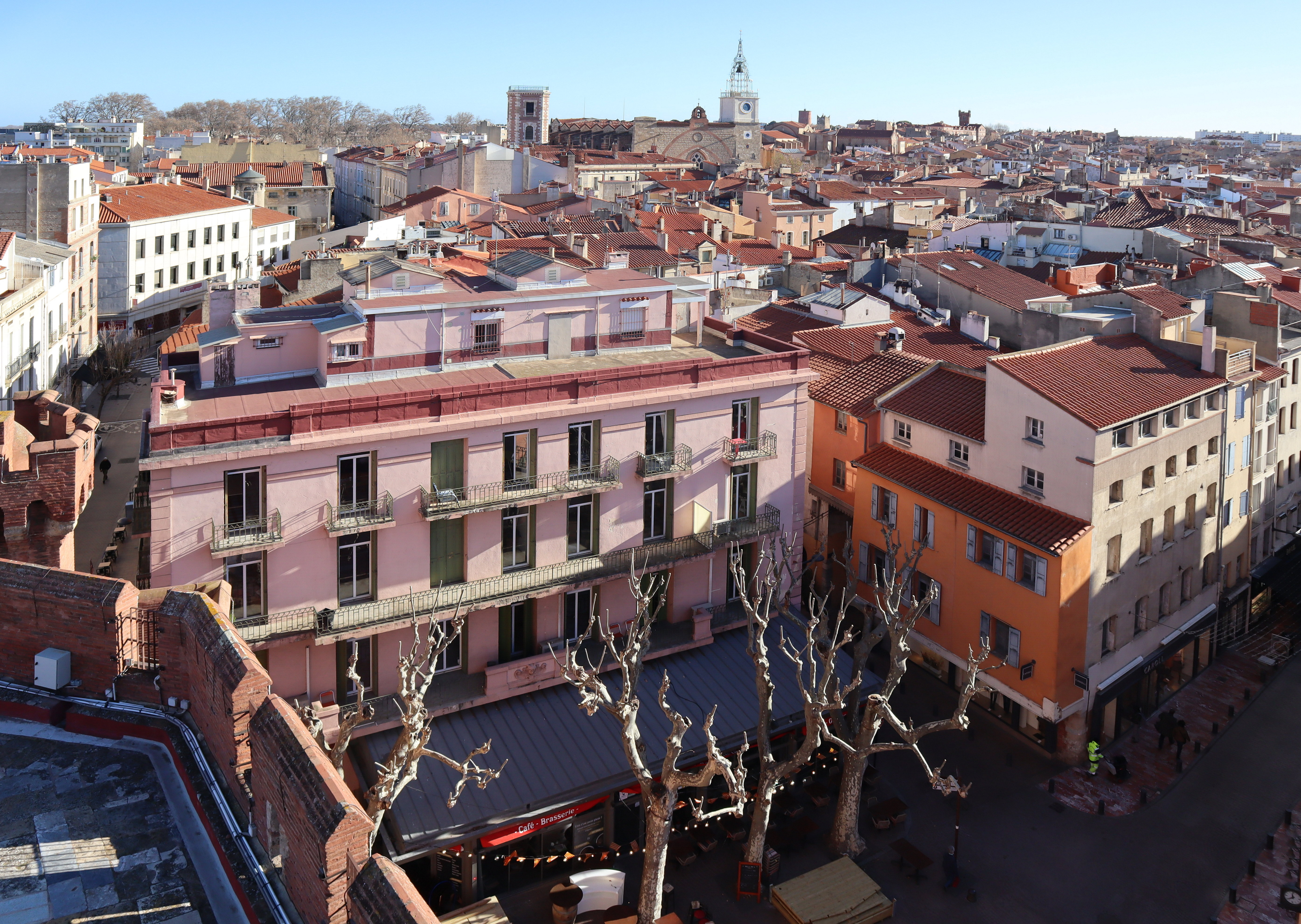
Blick über Perpignan vom Turm des Castillet